# Luis Gustavo (ator)
Luis Gustavo Sánchez Blanco (Gotemburgo, 2 de fevereiro de 1934 – Itatiba, 19 de setembro de 2021) foi um ator hispano-brasileiro, nascido na Suécia.

## Biografia
Nascido em Gotemburgo, na Suécia, era filho de um diplomata espanhol, Luis Amador Sánchez Fernández, a trabalho naquele país, e de Elena Blanco Castañera, uma espanhola de origem humilde. Luis Gustavo foi morar no Brasil com menos de cinco anos de idade, quando seu pai chegou ao país para ser o embaixador da Espanha.

## Carreira
Acompanhava sua irmã, Helenita Sanches, que era atriz de rádio, iniciando desta forma sua carreira artística como contrarregra, pelas mãos de seu cunhado Cassiano Gabus Mendes, então diretor artístico da TV Tupi.
Em seguida participou em diversos filmes, telenovelas e teleteatros. Estrelou o anti-herói em Beto Rockfeller, de Bráulio Pedroso, considerada a primeira novela moderna, no formato que dura até a atualidade, papel que consolidou sua carreira artística.
Entre seus personagens, os mais marcantes foram o do costureiro Ariclenes Almeida/Victor Valentin em Ti Ti Ti, do músico cego Léo em Te Contei?, do playboy Ricardo, em Anjo Mau, e do detetive particular Mário Fofoca, em Elas por Elas, novelas escritas por Cassiano Gabus Mendes, como também o radialista corrupto Juca Pirama, em O Salvador da Pátria, escrita por  Lauro César Muniz, personagem que ficou conhecido por seu bordão: 'Meninos eu vi!'.
Repetiu seus personagens Mário Fofoca e Beto Rockfeller em uma série de TV e em um filme, respectivamente.
Em 1989 fez uma participação especial na novela Que Rei Sou Eu?, interpretando Charles Muller, considerado o pai do futebol no Brasil.
Um de seus últimos papeis foi de "Vanderley Mathias", o "Vavá", no programa humorístico dominical da Rede Globo, Sai de Baixo.

## Vida pessoal
Luís Gustavo era pai de Jéssica Vignolli Blanco, fruto de seu casamento com a também atriz Desirée Vignolli, sua ex-companheira, e Luis Gustavo Vidal Blanco, fruto de seu relacionamento com Heloísa Vidal. Era irmão de Helenita Sánchez Blanco, esposa de Cassiano Gabus Mendes, e tio dos atores Tato e Cássio Gabus Mendes.

### Morte
Estava em tratamento contra um câncer no intestino desde 2018, motivo pelo qual havia se afastado do meio artístico. Luís Gustavo morreu em 19 de setembro de 2021, em Itatiba, aos 87 anos, vitimado pela doença.

## Filmografia

### Televisão
| Ano     | Título                       | Personagem                              | Nota                              |
| ------- | ---------------------------- | --------------------------------------- | --------------------------------- |
| 1953    | Segundos Fatais              | —                                       |                                   |
| 1953    | Somos Dois                   | —                                       |                                   |
| 1953    | TV de Vanguarda              | Vários Personagens                      | 1953-1957                         |
| 1954    | Sangue na Terra              | Pintado                                 |                                   |
| 1954    | O Destino Desce de Elevador  | —                                       |                                   |
| 1955    | Oliver Twist                 | Raposa                                  |                                   |
| 1955    | Caminhos Sem Fim             | Felismino                               |                                   |
| 1956    | Caminhos Incertos            | —                                       |                                   |
| 1956    | E o Vento Levou              | —                                       |                                   |
| 1956    | O Contador de Histórias      | —                                       |                                   |
| 1959    | O Príncipe e o Pobre         | —                                       |                                   |
| 1962    | A Noite Eterna               | —                                       |                                   |
| 1962    | A Única Verdade              | —                                       |                                   |
| 1963    | Terror nas Trevas            | —                                       |                                   |
| 1963    | Noites Quentes de Copacabana | —                                       |                                   |
| 1964    | O Direito de Nascer          | Osvaldo                                 |                                   |
| 1964    | Se o Mar Contasse            | Polo                                    |                                   |
| 1964    | O Sorriso de Helena          | Hudson                                  |                                   |
| 1965    | Teresa                       | Mário                                   |                                   |
| 1965    | O Pecado de Cada Um          | Fernando                                |                                   |
| 1966    | O Amor Tem Cara de Mulher    | Paulo                                   |                                   |
| 1966    | Ciúme                        | Alfredo                                 |                                   |
| 1967    | Yoshico, Um Poema de Amor    | Luís Paulo                              |                                   |
| 1967    | Estrelas no Chão             | Jorge                                   |                                   |
| 1967    | A Hora Marcada               | Mário                                   |                                   |
| 1968    | Beto Rockfeller              | Beto Rockfeller                         |                                   |
| 1971    | Editora Mayo, Bom Dia        | Ray                                     |                                   |
| 1973    | A Volta de Beto Rockfeller   | Beto Rockfeller                         |                                   |
| 1974    | Os Inocentes                 | Victor                                  |                                   |
| 1975    | O Sheik de Ipanema           | Carlos Alberto                          |                                   |
| 1976    | Duas Vidas                   | Osvaldo                                 |                                   |
| 1976    | Anjo Mau                     | Ricardo Medeiros                        |                                   |
| 1978    | Te Contei?                   | Léo                                     |                                   |
| 1979    | Cara a Cara                  | Fran                                    |                                   |
| 1980    | Rosa Baiana                  | Marcelo                                 |                                   |
| 1982    | Elas por Elas                | Mário Cury (Mário Fofoca)               |                                   |
| 1983    | Mário Fofoca                 | Mário Cury (Mário Fofoca)               |                                   |
| 1983    | Caso Verdade                 | Antônio Maciel                          | Episódio: "Vida Nova"             |
| 1985    | Ti Ti Ti                     | Ariclenes Almeida (Victor Valentin)     |                                   |
| 1989    | O Salvador da Pátria         | José Matos Filho (Juca Pirama)          | Episódios: "09-25 de janeiro"     |
| 1989    | Que Rei Sou Eu?              | Charles Müller                          |                                   |
| 1989    | Delegacia de Mulheres        | Cristóvão                               | Episódio piloto                   |
| 1990    | Mico Preto                   | Firmino do Espírito Santo               |                                   |
| 1993    | O Mapa da Mina               | Tonico Machado (Tony)                   |                                   |
| 1994–96 | Confissões de Adolescente    | Paulo Araújo                            |                                   |
| 1996–02 | Sai de Baixo                 | Vanderley Mathias (Vavá)                |                                   |
| 2002    | O Beijo do Vampiro           | Galileu Van Bürger                      |                                   |
| 2004    | Começar de Novo              | Elvis / Glauco Oliveira (Vô Doidão)     |                                   |
| 2005    | Alma Gêmea                   | Romeu Dantas de Carvalho                |                                   |
| 2006    | O Profeta                    | Piragibe Carvalho                       |                                   |
| 2007    | Faça Sua História            | Agostinho                               | Especial de fim de ano            |
| 2008    | Três Irmãs                   | Nereu Vidigal Castro (Deputado Vidigal) |                                   |
| 2009    | Cama de Gato                 | Waldemar                                |                                   |
| 2010    | As Cariocas                  | Gustavo                                 | Episódio: "A Invejosa de Ipanema" |
| 2010    | Ti Ti Ti                     | Mário Fofoca                            |                                   |
| 2012    | Malhação                     | Rômulo Rios                             |                                   |
| 2013    | Joia Rara                    | Apolônio Fonseca                        |                                   |
| 2013    | Sai de Baixo                 | Vanderley Mathias (Vavá)                |                                   |
| 2016    | Êta Mundo Bom!               | Comendador Eustáquio Fragoso            |                                   |
| 2018    | Malhação: Vidas Brasileiras  | Heitor Laroche                          |                                   |
| 2018    | Brasil a Bordo               | Gonçalo Galvez                          |                                   |

### Cinema
| Ano  | Título                         | Papel                    |
| ---- | ------------------------------ | ------------------------ |
| 1956 | O Sobrado                      | Jango Veiga              |
| 1963 | Casinha Pequenina              | Bento                    |
| 1963 | Mord in Rio                    | Raul                     |
| 1970 | Beto Rockfeller                | Beto Rockfeller          |
| 1978 | Amada Amante                   | Augusto                  |
| 1979 | Sede de Amar                   | Jairo                    |
| 1982 | As Aventuras de Mário Fofoca   | Mário Fofoca             |
| 2005 | O Casamento de Romeu e Julieta | Alfredo Baragatti        |
| 2012 | Os Penetras                    | Anchieta                 |
| 2019 | Sai de Baixo - O Filme         | "Vavá" Vanderley Mathias |

## Prêmios e indicações
| Ano  | Associações                         | Categoria                     | Nomeações                      | Resultado |
| ---- | ----------------------------------- | ----------------------------- | ------------------------------ | --------- |
| 1967 | Prêmio APCA                         | Melhor Ator em Peça de Teatro | Quando as Máquinas Param       | Venceu    |
| 1969 | Troféu Imprensa                     | Melhor Ator                   | Beto Rockfeller                | Indicado  |
| 1970 | Troféu Imprensa                     | Melhor Ator                   | Beto Rockfeller                | Indicado  |
| 1983 | Prêmio APCA de Televisão            | Melhor Ator                   | Elas por Elas                  | Venceu    |
| 1983 | Troféu Imprensa                     | Melhor Ator                   | Elas por Elas                  | Venceu    |
| 2006 | Prêmio ACIE de Cinema               | Melhor Ator                   | O Casamento de Romeu e Julieta | Indicado  |
| 2006 | Prêmio Contigo! de Cinema Nacional  | Melhor Ator Coadjuvante       | O Casamento de Romeu e Julieta | Venceu    |
| 2006 | Prêmio Guarani de Cinema Brasileiro | Melhor Ator Coadjuvante       | O Casamento de Romeu e Julieta | Indicado  |